# 肯尼思·格雷厄姆
肯尼思·格雷厄姆（英語：Kenneth Grahame，1859年3月8日—1932年7月6日）是一位英国作家，以经典儿童文学《柳林风声》（The Wind in the Willows, 1908）而闻名于世。他在1898年创作的小說《难驾驭的龙》後來於1941年被改编为迪士尼电影《为我奏乐》（The Reluctant Dragon）。

## 生平

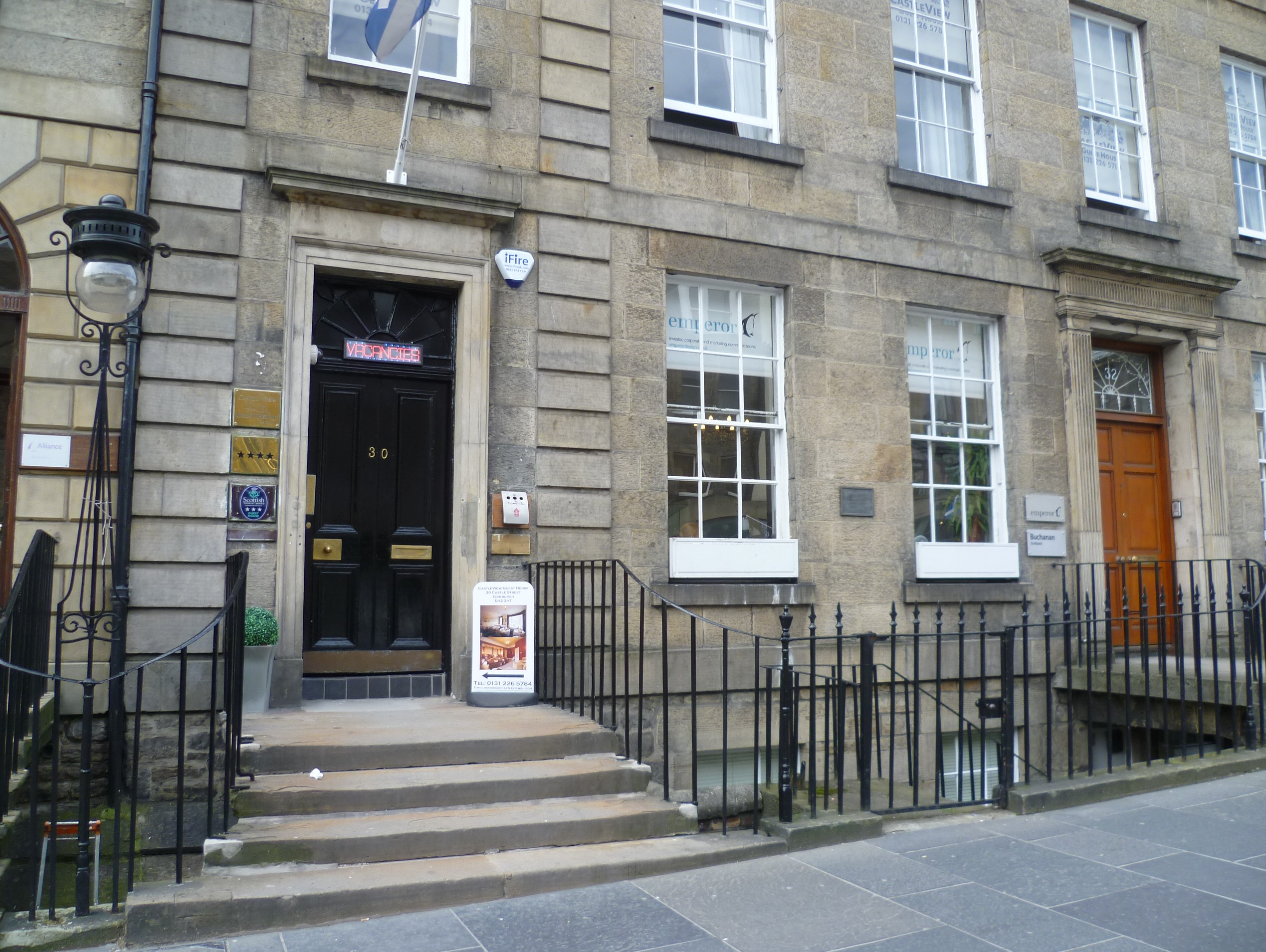
肯尼思·格雷厄姆的出生地

肯尼思·格雷厄姆於1859年3月8日出生在苏格兰的爱丁堡。格雷厄姆1歲多時，他的父亲成為蘇格蘭因弗雷地區（Inveraray）的代理警長，而格雷厄姆也很喜歡這裡的海岸。但是在他5歲時，母亲因難產而离世，並導致他的父亲開始酗酒。格雷厄姆與他的手足因此搬到祖母吉尼·英格爾位于南英格兰伯克郡泰晤士河畔库克汉姆村的家。傳記作家彼得·格林認為當地的田園風景、森林及泰晤士河對肯尼思·格雷厄姆影響很大，促使他創作出《柳林风声》。
他後來進入牛津的圣爱德华中学学习，成為一位優秀的學生。他在聖愛德華中學時代可以自由探索老城區，造訪古色古香的商店、歷史建築與鵝卵石鋪成的街道。聖吉力詩節就在泰晤士河上游及附近的農村舉行。
但当他提出想要进入牛津大学就讀时，被监护人以花费過於高昂而拒绝。1879年，格雷厄姆開始在英格兰银行工作。他在銀行擔任秘书，但是因為健康问题而在1908年退休。除了健康问题，導致他退休的原因还有1903年一场可能含有政治因素的银行枪击事件，格雷厄姆在事件中被槍射击了3次，但是全都打偏。
1899年，格雷厄姆和埃尔斯佩思·托马斯（Elspeth Thomson）完婚，但这次婚姻并不美满。肯尼思·格雷厄姆結婚後回到童年時代待過的库克汉姆村。他们唯一的儿子阿拉斯泰尔（Alastair）天生就有一隻眼睛失明，并在短暂的生命中备受病痛折磨。最终阿拉斯泰尔在他20岁生日的前两天（1920年5月7日）选择了卧轨自杀，而當时他还是一名牛津大学的学生。政府為了表示對格雷厄姆的尊敬，阿拉斯泰尔的死被官方记录为一次意外事故。
1932年，格雷厄姆在伯克郡的潘伯尼（Pangbourne）逝世，被埋葬在牛津的侯威公墓（Holywell Cemetery），毗邻美国流亡作家詹姆斯·普利許（James Blish）的墓穴。
格雷厄姆的表兄安東尼·霍伯（Anthony Hope）也是一位优秀作家，他为肯尼思·格雷厄姆撰写了墓志铭：“埃尔斯佩思的丈夫和阿拉斯泰尔的父亲－肯尼思·格雷厄姆的美好记忆在1932年7月6日越过了河流，童年時光和文学藉由他将永遠变得更加美好。”

## 作品

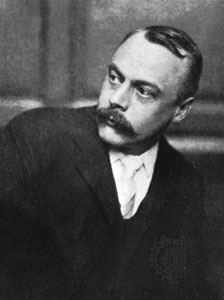
肯尼思·格拉姆

肯尼思·格雷厄姆年轻的时候，曾將一些小故事发表在伦敦的報章杂志上，例如《圣詹姆斯报》（St James's Gazette）。这些故事在1893年被出版社搜集整理後，以《异教文案》（Pagan Papers）的名稱出版。《黄金时代》（The Golden Age）在两年（1895年）后出版。接着是1898年的《梦幻的日子》（Dream Days），其中包含了《为我奏乐》（The Reluctant Dragon）。
格雷厄姆的倒数第二本书籍與他的成名之作《柳林风声》（The Wind in the Willows）之间存在十年的创作断层。在这十年中，格雷厄姆成为了一个父亲。他的孩子擁有的任性、倔强个性被移植到了《柳林风声》四大角色之一（大摇大摆的蛤蟆先生）身上。尽管《柳林风声》大获成功，他却没有繼續創作续集。在他过世后多年，威廉·霍伍德（William Horwood）於1990年代为小说創作了后续故事。
不管是书籍还是後來改編的电影，《柳林风声》都在当时都曾引起了轰动，并长久地受到孩子与成人的喜爱。蛤蟆成为了书中最受歡迎的人物，他那種吵吵嚷嚷的个性同时吸引了孩子與成年人的目光。《柳林风声》於1958年贏得了路易斯·卡羅爾獎（Lewis Carroll Shelf Award）。

## 书目
- 1893年：《异教文档》（Pagan Papers）
- 1895年：《黄金时代》（The Golden Age）
- 1898年：《梦幻的日子》（Dream Days）
- 1898年：《难驾驭的龙》（The Reluctant Dragon）
- 1898年：《The Headswoman》（The Headswoman）
- 1908年：《柳林风声》（The Wind in the Willows）

## 相關書籍
- Peter Green, the historian of Hellenistic Greece, wrote a biography of Grahame, Kenneth Grahame 1859-1932. A Study of His Life, Work and Times in 1959, with black and white illustrations, and subsequently wrote the introduction to the Oxford World's Classics edition of The Wind in the Willows. Several abridged versions of the biography with added color illustrations were published in the United States and Britain 1982 to 1993 under the title Beyond the Wild Wood: The World of Kenneth Grahame Author of The Wind in the Willows ISBN 0-87196-740-5 and ISBN 1-85627-336-9
- Grahame, K, The Annotated Wind in the Willows, edited with preface and notes by Annie Gauger and Brian Jacques, Norton, ISBN 978-0-393-05774-4.
- Grahame, K, The Wind in the Willows: An Annotated Edition, edited by Seth Lerer. Belknap Press / Harvard University Press, ISBN 978-0-674-03447-1.
- Alison Prince: Kenneth Grahame: An Innocent in the Wild Wood (London : Allison & Busby, 1994) ISBN 0-85031-829-7

## 外部連結
- Kenneth Grahame的作品  - 古騰堡計劃 (Including all of the above five books)
- An online literary society focusing on the life and works of Kenneth Grahame is at www.kennethgrahamesociety.net
- The Killing of Mr Toad （页面存档备份，存于） A play by David Gooderson about the moving story of the Grahame family and its resonances with The Wind in the Willows.
- Plaque to Kenneth Grahame at Blewbury （页面存档备份，存于） (Oxfordshire Blue Plaques Board)